# 대한원격탐사학회
대한원격탐사학회는 원격탐사기법의 연구와 보급에 기여함을 목적으로 1985년 4월 13일 설립허가된 대한민국 미래창조과학부 소관의 사단법인이다. 사무실은 서울특별시 영등포구 은행로 3, 507호 (여의도동, 삼희익스콘벤처타워)에 있다.